# Guy Pène du Bois
Guy Pène du Bois (ur. 4 stycznia 1884 w Nowym Jorku, zm. 18 lipca 1958 w Bostonie) – amerykański malarz, krytyk sztuki, autor i nauczyciel. Najbardziej znany ze swych studiów miejskiego życia z lat 20. XX wieku. Jego syn William był również artystą (ilustratorem).

## Życiorys

### Dzieciństwo
Guy Pène du Bois urodził się 4 stycznia 1884 roku w Brooklynie, jako syn dziennikarza i bibliofila, Henriego Pène du Bois. Imię Guy otrzymał na cześć pisarza, Guy de Maupassanta. Henri Pène du Bois był potomkiem kreolskiego rodu z Luizjany, a swe literackie pasje i zamiłowanie do kultury francuskiej starał się wpoić synowi, który jako dziecko rozmawiał w rodzinie tylko po francusku.

### Edukacja
W 1898 roku Henri du Bois przeprowadził się z całą rodziną na Staten Island. W roku następnym Guy zapisał się do nowojorskiej School of Art, gdzie pod kierunkiem swojego pierwszego nauczyciela, Williama Merritta Chase’a szybko opanował technikę malarską oraz zainteresował się realizmem. Jednak o doświadczeniach tych wkrótce zapomniał, gdy rozpoczął naukę w nowej szkole, New York School of Art, pod kierunkiem Roberta Henriego. Rysowanie scen z życia pod jego kierunkiem w 1903 roku, a także jego realistyczne podejście spodobało się Pène du Bois i kilku jego kolegom z klasy, w tym Edwardowi Hopperowi, Giffordowi Bealowi, George’owi Bellowsowi i Rockwellowi Kentowi. Henri zalecał swym uczniom wyjście ze studia do miasta, aby lepiej zrozumieć tematy, które mieli przenosić na płótno; to obserwacyjne podejście wywarło głęboki wpływ na Guy Pène du Bois, a nacisk na społeczną interakcję między postaciami stał się później charakterystyczną cechą jego twórczości.

### Wyjazd do Europy (1905–1906)
W kwietniu 1905 roku Guy Pène du Bois wraz z ojcem udali się do Europy, gdzie Henry, jako redaktor pisma New York American miał za zadanie dokonanie przeglądu europejskich wystaw. Zatrzymali się na krótko w Londynie, zanim ostatecznie osiedli we Francji. Mieszkając w Paryżu Guy Pène du Bois przez pewien czas studiował w Académie Colarossi, pobierał też prywatne lekcje u Théophile’a Steinlena. Obserwacja paryskiego życia stała się głównym tematem jego twórczości, inspiracji dostarczały mu kawiarnie, ogrody i budynki operowe. Jego styl zaczął się stopniowo krystalizować, a wykonywane cienką kreską i tuszem rysunki zdradzały wyraźny wpływ uznanych, francuskich artystów, w tym Henriego de Toulouse-Lautreca, Edgara Degasa i Honoré Daumiera. Jego umiejętności jako grafika sprawiły, że w 1905 roku otrzymał zaproszenie do Salonu Paryskiego.

### Powrót do Ameryki (1906–1924)
W maju 1906 roku zachorował jego ojciec. Zmarł na statku, gdy obaj wracali do Ameryki. W geście hołdu dla ojca Guy zmienił swój podpis z Guy du Bois na Guy Pène du Bois, którego używał do końca swej kariery artystycznej. Po powrocie do Nowego Jorku rozpoczął pracę w New York American, obejmując w 1909 roku posadę krytyka sztuki. Jako reporter początkowo zajmował się tematyką policyjną, regularnie odwiedzał Jefferson Market Police Court, aby obserwować wzajemne relacje między prawnikami, funkcjonariuszami policji, prostytutkami i przestępcami. Jego prace malarskie inspirowane salą sądową wykazują zmianę stylu: obrazy miały niewielki format, dominowały w nich ciemniejsze barwy i szerokie ruchy pędzla, a twarze i postacie bohaterów cechowały zaokrąglone, wyraziste kształty. W 1911 roku Guy Pène du Bois poślubił Florence Sherman Duncan, która miała troje dzieci z poprzedniego związku. Małżeństwo przysporzyło obojgu problemów finansowych, spotęgowanych narodzinami córki Yvonne w 1913 i syna Williama w 1916 roku. W 1912 roku Guy Pène du Bois zostawił swoją posadę w New York American, by zostać członkiem Association of Painters and Sculptors. W roku 1913 wziął udział w Armory Show, zajmował się także działalnością publicystyczną, związaną z tą wystawą oraz opublikował specjalne wydanie Arts and Decoration, podkreślające jej rangę. W tym samym roku zmarła jego matka, Laura Hague Pène du Bois.

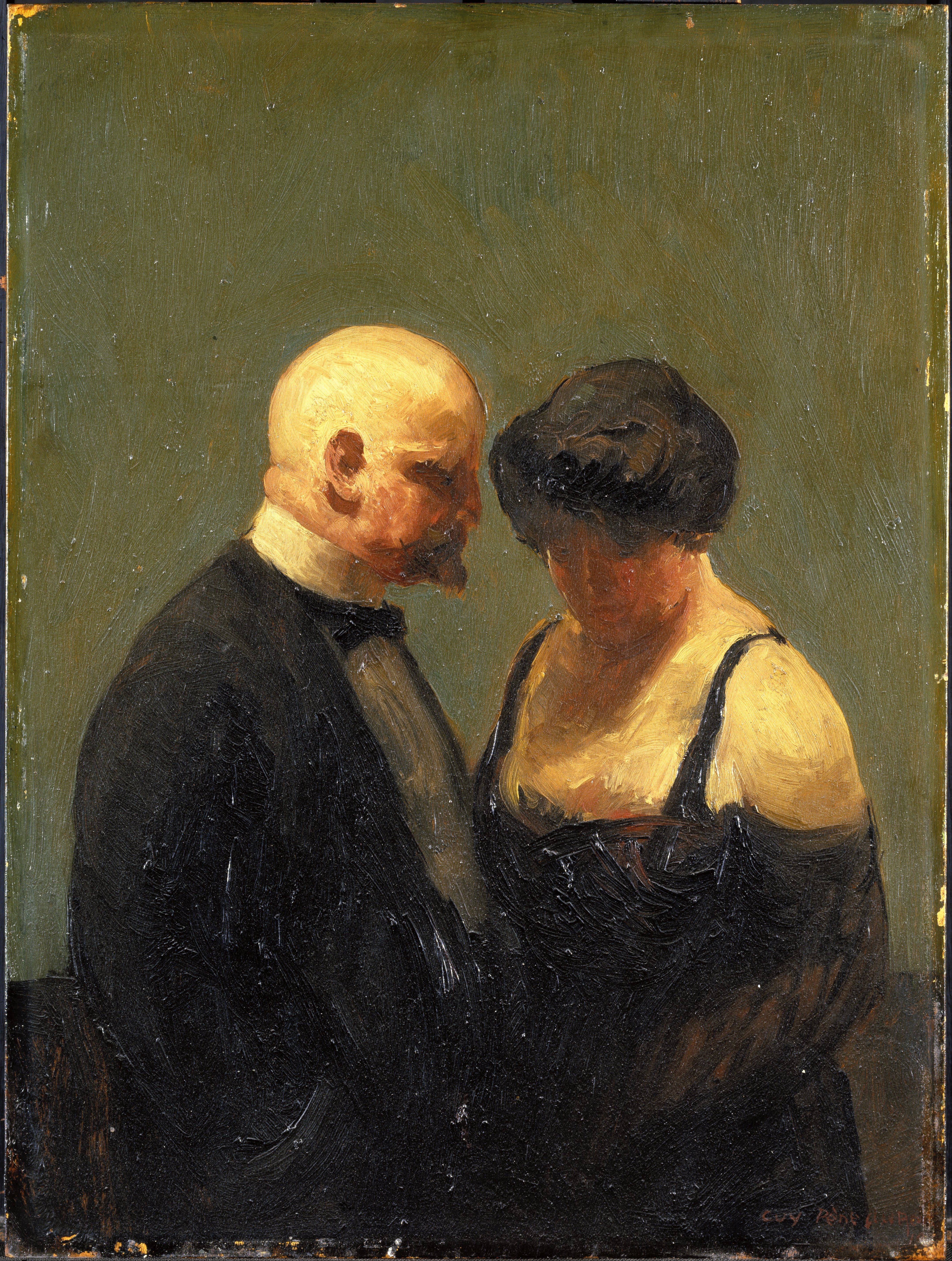
Naciągacz (1919), Brooklyn Museum

Guy Pène du Bois dzielił swój czas między malowanie obrazów i pracę w charakterze krytyka sztuki. Pisał dla wielu wydawnictw, a jego opinie jako krytyka sztuki wzmacniał jego malarski sukces. Pracował siedem lat w Arts and Decoration, dwa lata w The New York Post, był także asystentem Royala Cortissoza w New-York Tribune. W 1913 roku nawiązał współpracę artystyczną z Kraushaar Galleries w Nowym Jorku, a przez kilka następnych lat jego prace były prezentowane na wystawach w Corcoran Gallery of Art, Montross Gallery, National Academy of Design, Pennsylvania Academy of the Fine Arts oraz Whitney Studio Club. Guy Pène du Bois zaczął coraz bardziej koncentrować się na malarstwie. W jego twórczości nastąpiły wyraźne zmiany: płótna stały się większe, przedstawiały postacie ze społeczności miejskiej, ich sylwetki stały się spłaszczone i abstrakcyjne, a przedstawiane sceny emanowały satyrycznym sentymentem graniczącym z pogardą. W 1914 roku artysta przeprowadził się wraz z całą rodziną do New Jersey, by po trzech latach powrócić do Nowego Jorku, gdzie w latach 1920–1924 wykładał w Art Students League of New York. Wśród jego studentów byli Alexander Calder i Isabel Bishop. Przykładami jego dzieł z tego okresu są Naciągacz (1919), niewielki, surowy w wyrazie obraz w stonowanych barwach, ukazujący mężczyznę z ogoloną głową i diaboliczną kozią bródką, który coś mówi do ucha kobiety w wydekoltowanej, balowej sukni. Najlepszym ze wszystkich obrazów, ze względu na formalną pewność siebie, bogatą kolorystykę i solidną posągowość postaci, jest Matka i syn (1924), ukazujący dwie osoby na pokładzie statku pasażerskiego. Sposób, w jaki siedząca, mająca kształt jajka kobieta patrzy bezbarwnymi, błagalnymi oczami na sztywnego, stojącego młodzieńca, jest zabawny i smutny. W latach 1920–1924 Guy Pène du Bois mieszkał w miejscowości Westport, w stanie Connecticut. Zbierała się tam niewielka, intelektualna społeczność. Wśród mieszkańców i stałych gości Westport w tym okresie byli pisarze: F. Scott Fitzgerald (z żoną Zeldą Sayre), Van Wyck Brooks, Paul Rosenfeld, Sherwood Anderson i Hendrik Willem Van Loon oraz artyści: Everett Shinn i bracia Charles i Maurice Brazil Prendergast. Gwarna atmosfera oraz kłopoty finansowe zaczęły z czasem doskwierać artyście. W 1924 roku postanowił wraz z rodziną opuścić Stany Zjednoczone; w grudniu sprzedali dom w Westport i udali się do Francji.

### Pobyt we Francji (1924–1931)
Po przyjeździe do Francji Guy Pène du Bois zamieszkał w Garnes, wiosce w Chevreuse Valley koło Dampierre. Wybrał życie na prowincji, ponieważ uważał, że Paryż jest za drogi. Zakładał jednak, że za pieniądze uzyskane ze sprzedaży domu zdoła się utrzymać. Społecznymi i intelektualnymi centrami życia emigrantów były wtedy paryskie kawiarnie, w tym La Para, Le Sélect, La Rotonde, Les Deux Magots i Closerie des Lilas. Jedna z nich, Café du Dôme na Boulevard du Montparnasse na rogu Boulevard Raspail, została powszechnie uznana za kawiarnię anglo-amerykańską. W czerwcu 1926 roku Guy Pène du Bois uczestniczył w odsłonięciu pomnika dłuta Gertrude Vanderbilt Whitney w Saint-Nazaire. Tego lata jego rodzina spędzała wakacje na wybrzeżu, gdzie on sam czerpał inspirację do malowania z pobliskich plaż i torów wyścigowych. Wykorzystując okazjonalne zlecenia wyjeżdżał poza Francję. Podróż do Włoch zaowocowała dużym obrazem Okno studia w Anticoli. Z czasem zauważył, że modernistyczny trend w świecie sztuki nie da się łatwo pogodzić z jego realistycznym podejściem do malarstwa. Ciągłe problemy finansowe i brak inspiracji sprawiły, że w 1930 roku stracił wsparcie swego przyjaciela i marszanda, Johna Francisa Kraushaara.

### Powrót do Ameryki (1931–1953)

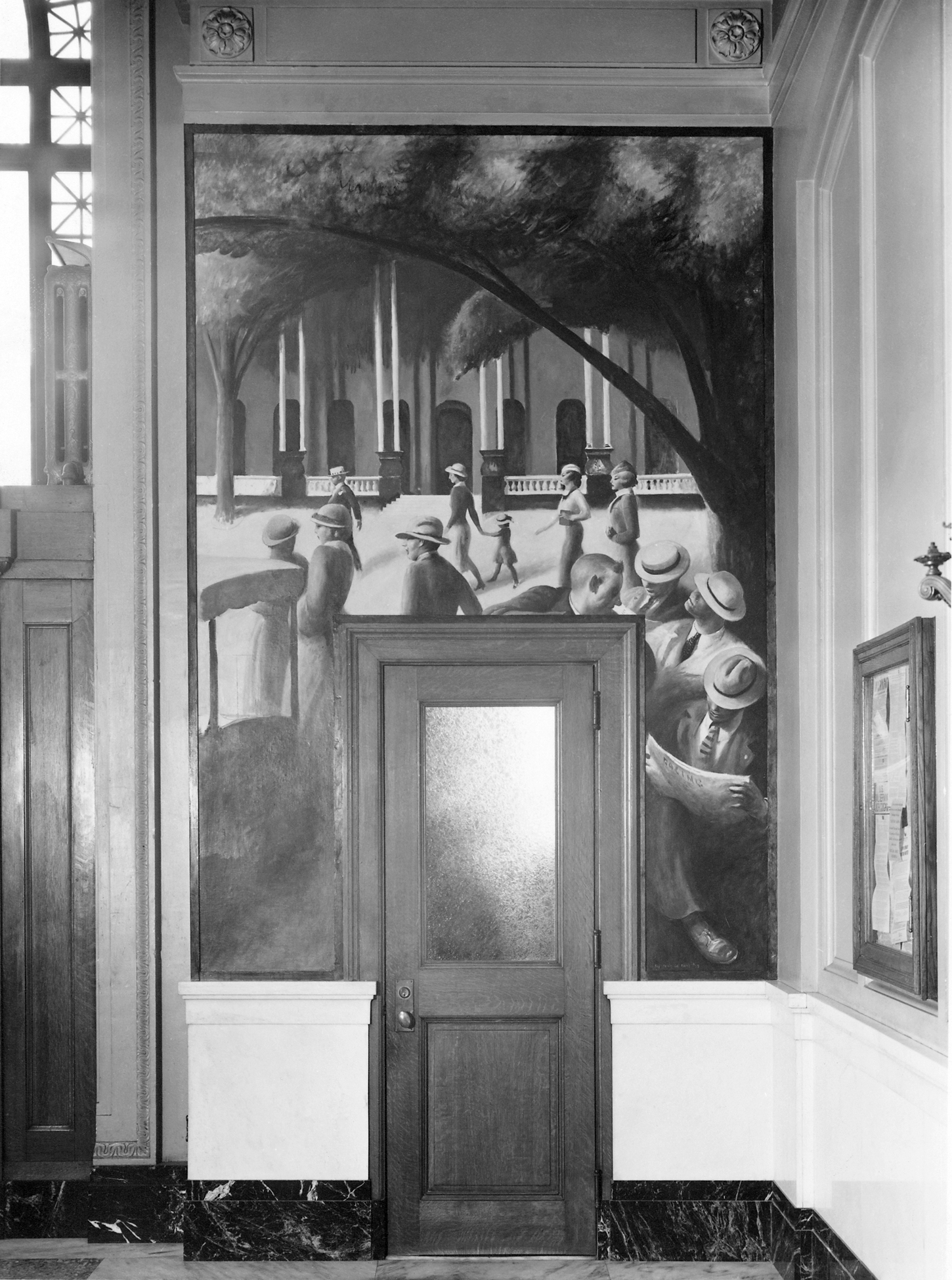
Mural Saratoga w sezonie wyścigowym (1937), United States Post Office, Saratoga Springs

W 1931 roku Guy Pène du Bois powrócił do Nowego Jorku. Zarabiał na życie publikując monografie o artystach (Edward Hopper, William Glackens i John French Sloan). W 1932 roku założył również szkołę artystyczną swego imienia, która w 1950 roku została zamknięta ze względu na zbyt niską liczbę rozpoczynających studia. W późnych latach 30. otrzymał zlecenia na kilka murali pocztowych, w tym Saratoga w sezonie wyścigowym (United States Post Office w Saratoga Springs) oraz John Jay w swoim domu w Rye (United States Post Office w Rye). W 1940 roku opublikowano jego autobiografię Artists Say the Silliest Things, a on sam został członkiem Life Clubu Lotos i pełnoprawnym akademikiem National Academy of Design.
W 1946 roku, rok po śmierci Johna Kraushaara, Pène du Bois zakończył współpracę z Kraushaar Galleries. W 1949 roku trafił do szpitala, po tym jak odkryto, że choruje na raka. W 1950 roku w wyniku udaru mózgu, zmarła jego żona, Florence. Śmierć żony sprawiła, że załamał się psychicznie. Zmiana nastąpiła, gdy w 1953 roku Edward Hopper i Isabel Bishop przekonali go do nawiązania współpracy z czasopismem Reality: A Journal of Artists’ Opinions.

### Wyjazd do Francji (1953–1956)
W latach 1953–1956 przebywał wraz z córką w Paryżu.

### Powrót do Ameryki. Śmierć (1956–1958)
W 1956 roku Guy Pène du Bois powrócił z córką do Ameryki. Zmarł w jej domu, w Bostonie w 1958 roku.

## Twórczość
Guy Pène du Bois studiował pod kierunkiem William Merritt Chase’a i Roberta Henriego. Wpływ tego ostatniego zdradzają jego najwcześniejsze obrazy, ukazujące sceny uliczne, malowane przy pomocy swobodnych pociągnięć pędzla i ciemnych barw. Malarstwo Guy Pène du Bois dojrzało w latach 20. Jako artysta niezależny nigdy nie związał się z konkretną szkołą lub ruchem, ale współcześni badacze na ogół uważają go za przedstawiciela społecznego realizmu. Jego charakterystyczne tematy inspirowane były postacią człowieka osadzoną w sytuacjach, które artysta widział w życiu i odtwarzał z pamięci. Był zafascynowany interakcjami społecznymi i rolami klasowymi, ale nie interesowały go kwestie protestu społecznego czy próby dokonania zmian politycznych. Jako komentator społeczny, opierający się na tradycji karykatury i komentarza znalezionych w dziełach swoich francuskich poprzedników, Honoré Daumiera i Jean-Louisa Foraina, obserwował wnikliwie współczesne mu społeczeństwo. Po roku 1920 tematyka większości jego prac skupiała się na ludziach ze średnich i wyższych klas w modnych restauracjach i nocnych klubach, często przedstawianych w sposób satyryczny. Interesował go beau monde – świat pieniędzy, mody i statusu, z którym był dobrze obeznany po obu stronach Atlantyku. Malując ten świat na ogół z większą sympatią przedstawiał kobiety niż mężczyzn. Mężczyźni na jego obrazach są upiorni: dwie postacie męskie w czarnych krawatach w Miłośnikach sztuki (1922), ukazane plecami do obrazu, na który pozornie patrzą, dwie postacie w czarnych muszkach na obrazie Ojciec i syn (1929), Portret Roberta Winthropa Chanlera (1915), Lalka i potwór (1914) czy wspomniany wyżej Naciągacz (1919). Natomiast w portretach modnych kobiet Guy Pène du Bois zawarł zarówno swe najgłębsze zrozumienie zarówno kobiet, jak i malarskich cech ich ubiorów. Najlepszymi tego przykładami są obrazy: Rose Madder Club (1934), Bal w Quatre Arts (1929) i Karnawał (1927). W tym kontekście osobliwym jest wyjątkiem jest obraz Żołnierze (1930) ukazujący mężczyzn z sympatią.

## Zbiory
Prace Guy Pène du Bois znajdują się w zbiorach głównych amerykańskich muzeów sztuki, w tym: Addison Gallery of American Art, Art Institute of Chicago, Brooklyn Museum, Museum of Fine Arts w Bostonie, Butler Institute of American Art, Columbus Museum of Art, Dallas Museum of Art, Detroit Institute of Arts, Indianapolis Museum of Art, Los Angeles County Museum of Art, Metropolitan Museum of Art, Montgomery Museum of Fine Arts, National Gallery of Art, Pennsylvania Academy of the Fine Arts, Phillips Collection, Smithsonian American Art Museum, Toledo Museum of Art, Whitney Museum of American Art.